# Коростовец (Брянская область)
Коростовец — деревня Клетнянского района Брянской области России. Входит в состав Мирнинского сельского поселения.

## География
Расположен на северо-западе региона, в 6 км к северо-востоку от села Католино, по берегам реки [Коростовчик.

## История
В 1900 году на месте будущей деревни Коростовец лесопромышленники Лурье и Вильсон в брянских лесах возвели лесопильный завод с 6 пилорамами.
Завод работал с 1901 по 1907 год. Площади после вырубки лесов раздавались крестьянам во временное пользование.
В 1908 году Лурье и Вильсон объявили продажу этого имения площадью 770 десятин (1 дес=1.09 га) и продали крестьянам по 71 руб. за десятину, с переводом через банк, что бы крестьяне перечислили им деньги в течение 50 лет. В деревню Коростовец переселились 30 домохозяйств.
К 1922 году деревня разрослась до 70-75 домов.
В 1930 году в деревне организовалась коммуна под названием «Профинтерн», в 1931 году — колхоз «Пролетарская солидарность». В состав колхоза вошли 97 хозяйств, количество которых в колхозе сохранялось до 1937 года. Первым председателем колхоза избран Капустин Сидор Антонович.
В Великую Отечественную жители ушли на фронт и в партизаны. Среди них были Беликов Иван Андреевич, Беликов Федор Васильевич, Дударев Иван Федорович, Кокошина Татьяна Федоровна, Решетнев Василий Петрович, Терещенков Андрей Сергеевич, и многие другие.
20 сентября 1943 года Красная Армия армия освободила деревню.
В 1954 году к колхозу «Пролетарская солидарность» присоединили колхоз «Первое Мая» из деревни Чёрная Грязь. В колхозе стало 2 бригады — в Коростовце и Чёрной Грязи.
В 1958 году организован колхоз «Красный партизан», в состав которого вошел колхоз «Пролетарская солидарность» и колхоз «Новая жизнь».
До 2005 года входила в состав Каменецкого сельсовета.
В результате проведения муниципальной реформы в 2005 году, путём слияния дореформенных Мирнинского, Болотнянского, Семиричского, Харитоновского, Ширковского и частей Алексеевского и Каменецкого сельсоветов деревня вошла в образованное муниципальное образование Мирнинское сельское поселение 

## Население
| 2010 | 2013 |
| ---- | ---- |
| 8    | →8   |

Гендерный и национальный состав
Согласно результатам переписи 2002 года, в национальной структуре населения русские составляли 100 % из 15 чел., из них 8 мужчин, 7 женщин.

## Инфраструктура
В 1910 году в деревне появилась школа с одним учителем, которая работала до 1918 года. С 1918 по 1936 год в школе преподавали 2-3 учителя. С 1936 по 1941 в школе стало обучение до семи классов (семилетка).
В 1965-66 годах деревню электрифицировали.

## Транспорт
Автодороги 15К-1118 и 15К-1106.